# Luisa Casati
Luisa, marquesa Casati Stampa di Soncino (nascuda com a Luisa Adele Rosa Maria Amman; 23 de gener de 1881 - 1 de juny de 1957), va ser una hereva, membre de l'alta societat i mecenes de les arts italiana a l'Europa de principis del segle XX.

## Primers anys de vida
Luisa Adele Rosa Maria Amman va néixer a Milà, la més jove de dues filles d'Alberto Amman i la seva dona Lucia (de soltera Bressi). El seu pare era un pròsper fabricant tèxtil, nascut el 1847 de pares austríacs a Göfis, a Vorarlberg, i la seva mare va néixer el 1857 a Viena, de pare italià i mare austríaca. En l'època en què van néixer els seus pares, Milà i gran part del nord d'Itàlia pertanyien a l'⁣Imperi Austríac. El seu pare va ser nomenat comte pel rei Humbert I. La seva mare va morir quan Luisa tenia 13 anys, i el seu pare va morir dos anys després, convertint les seves filles, Luisa i la seva germana gran, Francesca (1880–1919, casada amb Giulio Padulli), en les dones més riques d'Itàlia.

## Matrimoni i descendència

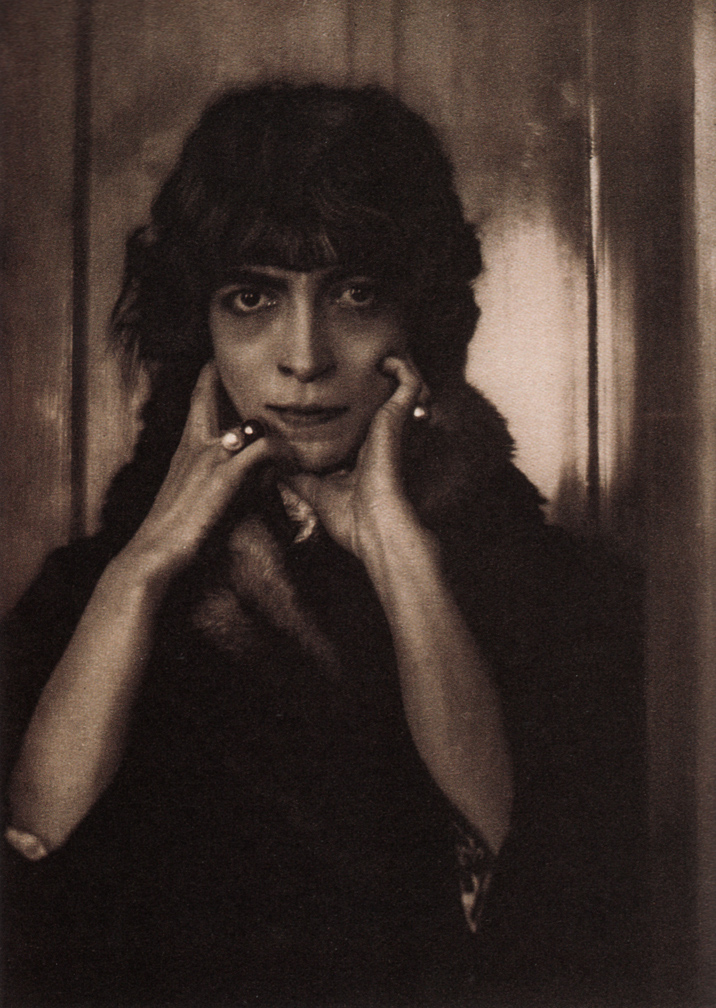
Retrat de la marquesa Luisa Casati, per Adolph de Meyer, 1912.

L'any 1900 es va casar amb Camillo, marquès Casati Stampa di Soncino (Muggiò, 12 d'agost de 1877 – Roma, 18 de setembre de 1946). L'única filla de la parella, Cristina Casati Stampa di Soncino, va néixer l'any següent. Els Casati van mantenir residències separades durant la durada del seu matrimoni. Es van separar legalment el 1914. Van romandre casats fins a la seva mort el 1946.
El 1925, la filla de la parella, Cristina (1901–1953), es va casar amb Francis John Clarence Westenra Plantagenet Hastings, conegut com a vescomte Hastings i més tard el 16è comte de Huntingdon; van tenir una filla, Lady Moorea Hastings (4 de març de 1928 - 21 d'octubre de 2011), i es van divorciar el 1943. L'any següent, la vescomtessa Hastings es va casar amb Wogan Philipps; aquest matrimoni no va tenir fills.
L'única neta de Luisa Casati, Lady Moorea Hastings, va ser l'esposa del polític i diarista Woodrow Wyatt del 1957 al 1966, i més tard es va casar amb el publicista Brinsley Black, nomenat com un dels anglesos més ben vestits al número inaugural de Men in Vogue el 1965. Va tenir un fill amb cada marit:
- L'Honorable Pericles Plantagenet James Casati Wyatt (nascut el 1963) va esdevenir propietari i operador de parcs aquàtics i càmpings de vehicles recreatius a Arizona;[4][5] germanastre de la periodista Petronella Wyatt.
- Octavius Black (Octavius Orlando Irvine Casati Black, nascut el 1968), fundador de The Mind Gym, un sistema de desenvolupament mental amb seu a Londres.[6]

Moorea Hastings era tan poc maternal que, en assabentar-se que estava embarassada, va acordar amb el seu primer marit que uns cosins seus sense fills es farien càrrec del nadó. Quan Wyatt va demandar més tard el divorci per adulteri, inusualment, li van donar la custòdia total de la criatura.

## Musa i mecenesa

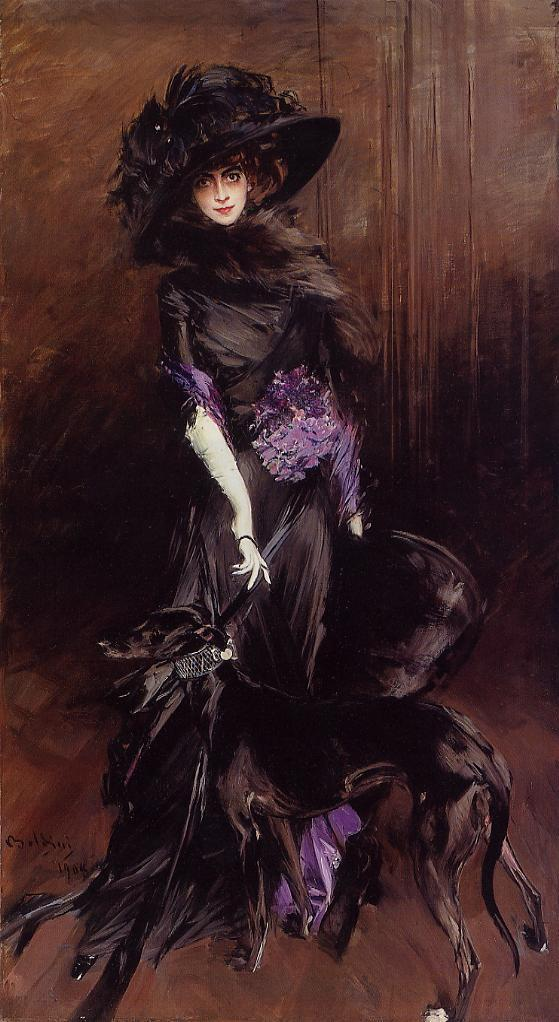
Marchesa Luisa Casati amb un llebrer, 1908, de Giovanni Boldini.

Casati era coneguda per les seves excentricitats que van delectar la societat europea durant gairebé tres dècades. La bella i extravagant amfitriona dels Ballets Russos era una mena de llegenda entre els seus contemporanis. Va sorprendre la societat desfilant amb un parell de guepards lligats i portant serps vives com a joies.
Va captivar artistes i figures literàries com Robert de Montesquiou, Romain de Tirtoff, Jean Cocteau i Cecil Beaton. Va tenir una llarga aventura amb l'autor Gabriele d'Annunzio, qui es diu que va basar en ella el personatge d'Isabella Inghirami a Forse che sì forse che no (Potser sí, potser no) (1910). El personatge de La Casinelle, que va aparèixer en dues novel·les de Michel Georges-Michel, Dans la fête de Venise (1922) i Nouvelle Riviera (1924), també es va inspirar en ella.

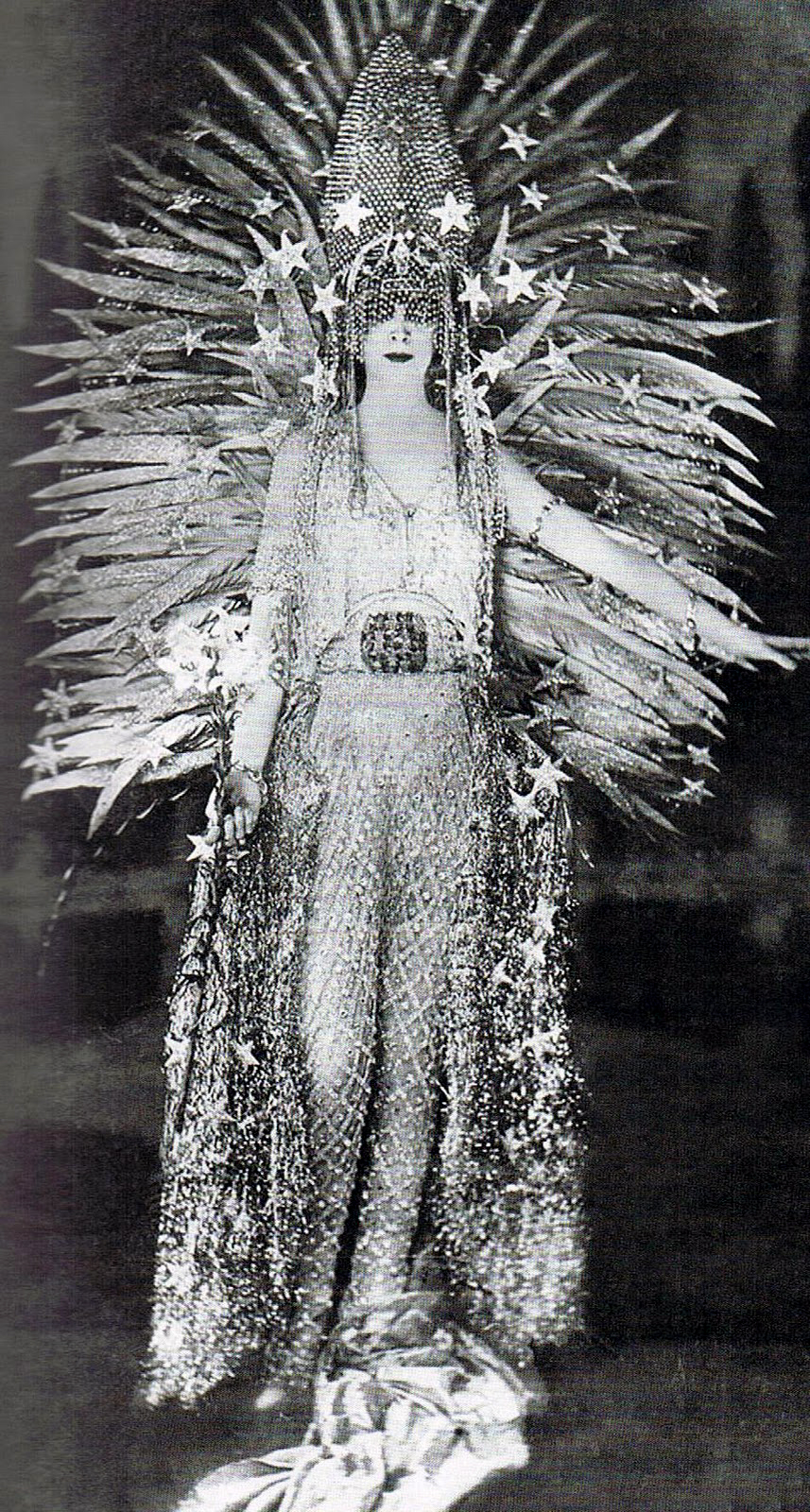
Com a icona de moda, vestuari de Léon Bakst, 'Reina de la Llum', París, 1922.

L'any 1910, Casati es va instal·lar al Palazzo Venier dei Leoni, al Gran Canal de Venècia, i en va ser propietari fins al voltant de 1924. El 1949, Peggy Guggenheim va comprar el Palazzo als hereus de la vescomtessa Castlerosse i el va convertir en la seva residència durant els següents trenta anys. Avui és la Col·lecció Peggy Guggenheim, un museu d'art modern al Gran Canal, al sestiere de Dorsoduro de Venècia, Itàlia.
Les vetllades de Casati esdevindrien llegendàries. Casati va recollir una col·lecció d'animals exòtics i va patrocinar dissenyadors de moda com Fortuny i Poiret. De 1919 a 1920 va viure a Villa San Michele a Capri, sent llogatera d'⁣Axel Munthe. El seu temps a l'illa italiana, llar tolerant d'una àmplia col·lecció d'artistes, homes gais i lesbianes a l'exili, va ser descrit per l'autor britànic Compton Mackenzie als seus diaris.
Nombrosos retrats seus van ser pintats i esculpits per artistes tan diversos com Giovanni Boldini, Paolo Troubetzkoy, Adolph de Meyer, Romaine Brooks (amb qui va tenir una aventura), Kees van Dongen i Man Ray; molts d'ells els va pagar ella mateixa, com a desig d'"encarregar la seva pròpia immortalitat". Va ser musa de futuristes italians com ara Filippo Tommaso Marinetti (que la considerava futurista) Fortunato Depero, Giacomo Balla (que va crear el retrat-escultura La marquesa Casati amb ulls mòbils) i Umberto Boccioni. El retrat d'ella que va fer Augustus John és una de les pintures més populars de la Galeria d'Art d'Ontario; Jack Kerouac va escriure poemes sobre això i Robert Fulford en va quedar impressionat quan era escolar.
Hi ha una anècdota que explica la seva trobada amb la seva rival de l'alta societat i famosa comtessa Morosini, i Cassati li diu: "Quan era petita, el meu pare ja em va parlar de la teva famosa bellesa". Al que Morosini va respondre: "Sense anar tan enrere, estimada meva, el teu marit, cada vespre, em parlava de la teva"; la qual cosa implicava que tenien una relació íntima.

## Anys posteriors i mort

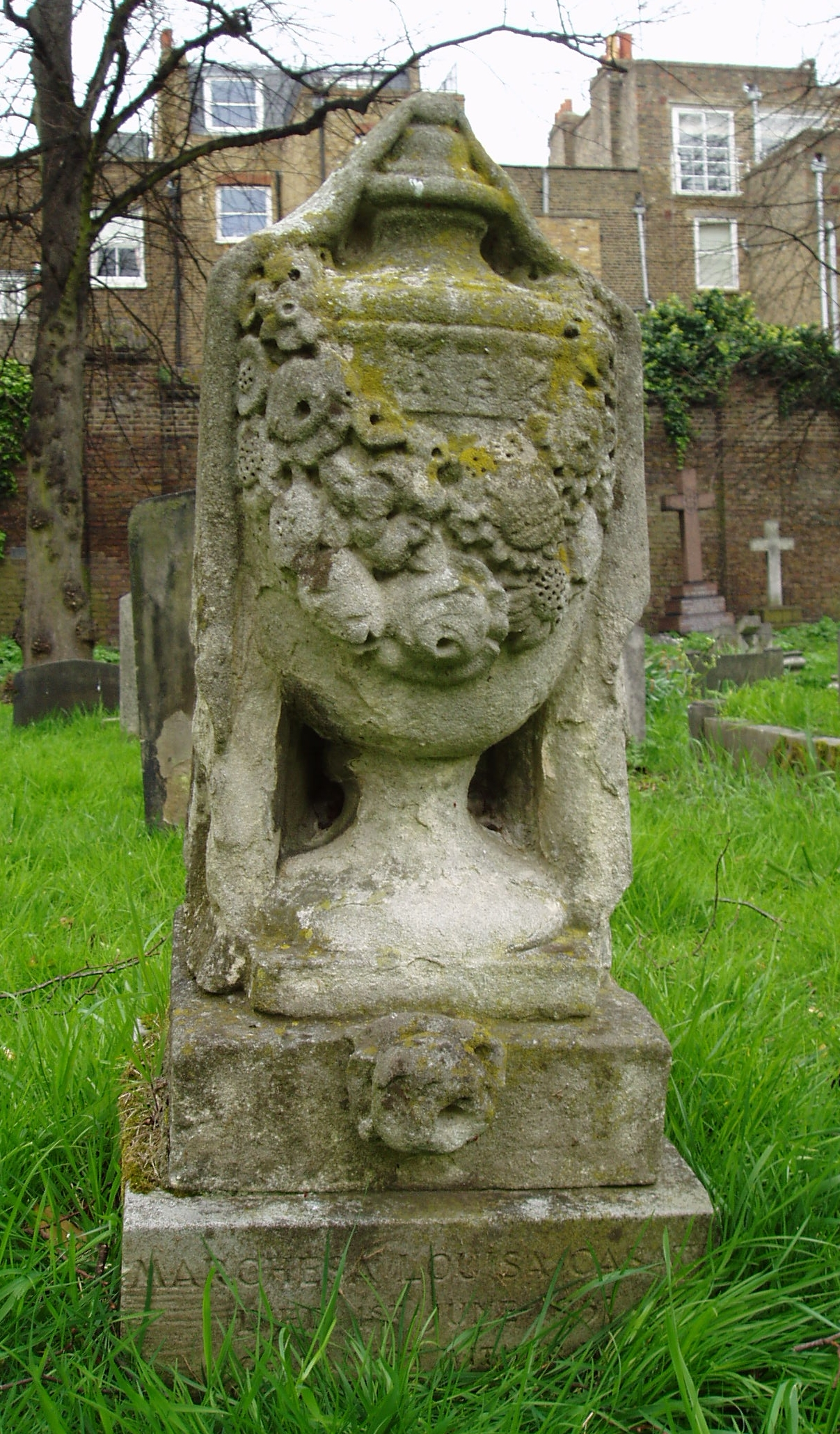
Làpida de Luisa Casati (2004).

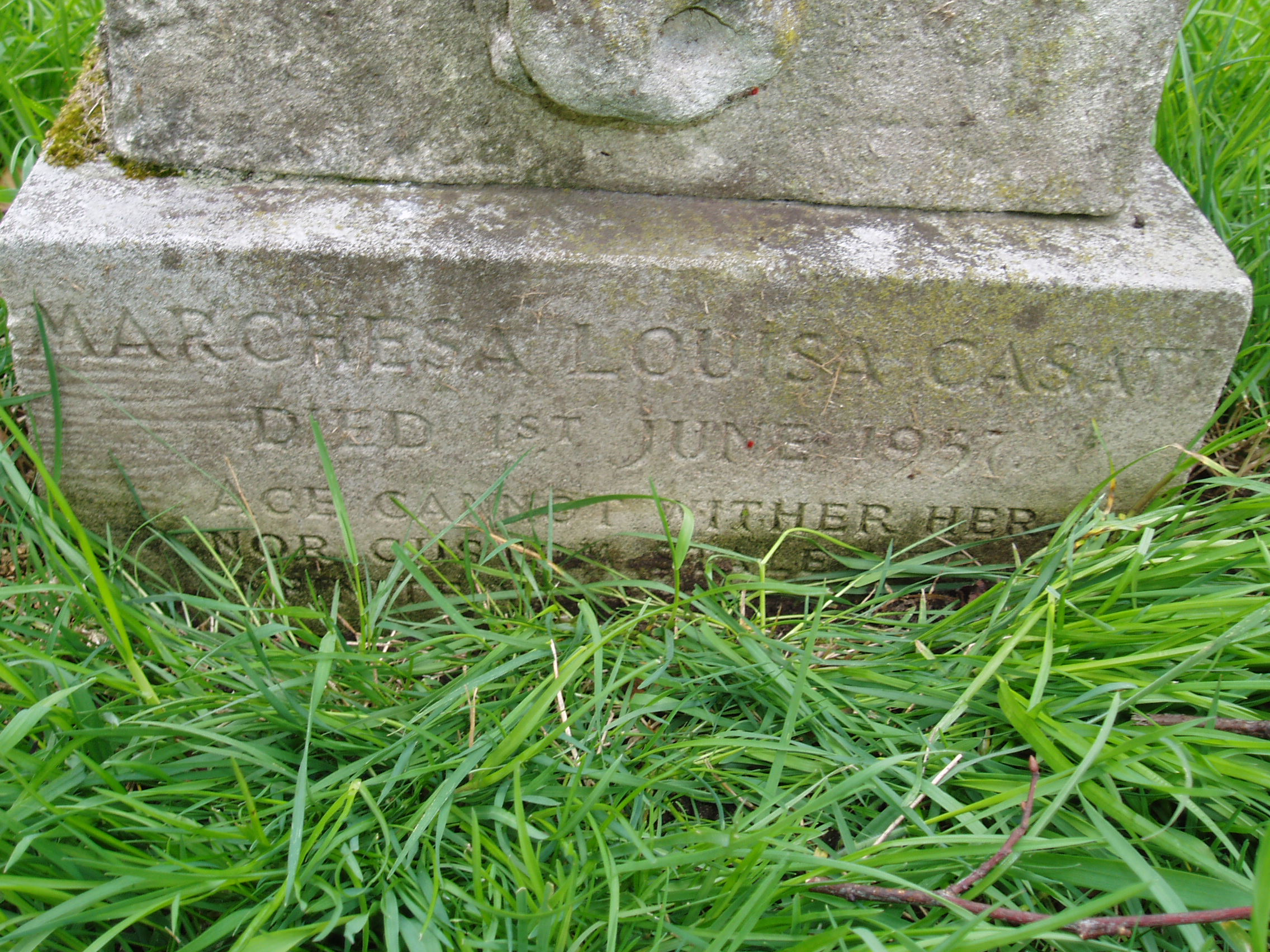
Epitafi a la làpida de Luisa Casati (2004).

El 1930, Casati havia acumulat un deute personal de 25 milions de dòlars. Com que no podia pagar els seus creditors, les seves possessions personals van ser subhastades. Segons sembla, la dissenyadora Coco Chanel va ser una de les licitadores.
Casati va fugir a Londres, on va viure en una pobresa relativa en un pis d'una sola habitació. Es rumorejava que la veien remenant en contenidors buscant plomes per decorar-se els cabells. L'1 de juny de 1957, Casati va morir d'un ictus a la seva última residència, el número 32 de Beaufort Gardens a Knightsbridge, als 76 anys. Després d'una missa de rèquiem a l'Oratori de Brompton, la marquesa va ser enterrada al cementiri de Brompton.
Va ser enterrada al cementiri de Brompton a Londres amb la seva vestimenta de pell negra i de lleopard i un parell de pestanyes postisses. També va ser enterrada amb un dels seus estimats gossos pequinesos de peluix. La seva làpida és una petita figura en forma d'urna coberta amb una tela i un mantell de flors al davant. La inscripció a la làpida, que s'escrigué malament com a "Louisa" en lloc de "Luisa", porta inscrita la cita "L'edat no la pot marcir, ni el costum fer avorrir la seva infinita varietat", de l'obra Antoni i Cleòpatra de Shakespeare.

## En la cultura popular
Personatges basats en Casati van ser interpretats per Vivien Leigh a l'obra La Contessa (1965) i per Ingrid Bergman a la pel·lícula A Matter of Time (1976).
El 1998, John Galliano va basar la seva col·lecció de primavera/estiu de Christian Dior en ella. Els vestits d'aquesta col·lecció s'han exposat al Metropolitan Museum of Art Fashion Institute. Casati va servir d'inspiració per a un altre dels conjunts de Galliano creats per a la seva col·lecció d'alta costura de tardor/hivern 2007/2008 Bal des Artistes per a Dior.
La col·lecció primavera/estiu 2007 del dissenyador Alexander McQueen es va inspirar en Casati.
Casati també és l'homònim de la casa de moda Marchesa, fundada per les dissenyadores britàniques Georgina Chapman i Keren Craig.
El maig de 2009, Karl Lagerfeld va estrenar la seva col·lecció Cruise-wear 2010 al Lido de Venècia, per a la qual Casati va ser una vegada més una musa important. El febrer de 2016, el dissenyador londinenc Omar Mansoor va presentar la seva col·lecció de tardor-hivern a Casati a la Setmana de la Moda de Londres i la Setmana de la Moda de París.
L'any 2013, l'editorial italiana Rizzoli Libri va publicar la novel·la gràfica biogràfica La Casati: La musa egoista de l'artista Vanna Vinci. Una traducció a l'anglès està disponible a Europe Comics des del 2015 amb el títol Casati: The Selfish Muse.
El 2020, el raper italià Achille Lauro es va vestir de Casati per a la seva actuació al concurs musical més important d'Itàlia, el Festival de Música de Sanremo.
El 21 de març de 2020 es va estrenar l'òpera Ritratto amb l'⁣Òpera Nacional Holandesa⁣: una òpera de Willem Jeths sobre la vida de Luisa Casati.
El 2021, la cantant, compositora i actriu Lady Gaga va fer referència a Casati en una de les seves fotos de la sessió de fotos dels números de desembre de la Vogue britànica / novembre de la Vogue Itàlia.
El 2021, l'autor canadenc TH Cini va escriure una novel·la curta de ficció basada en la trobada amb la marquesa (Luisa Casati) en els somnis dels narradors. La història es titula Els ulls d'una marquesa, del llibre La fugida dels somnis.
La marquesa i el Palazzo Vernier dei Leoni apareixen a The Glassmaker, una novel·la de Tracy Chevalier publicada el setembre de 2024.